# Technify
Die Technify Motors GmbH ist ein Flugzeugmotorenhersteller mit Sitz in St. Egidien. Technify ging aus der Thielert Aircraft Engines GmbH hervor. Diese zählte zu den Vorreitern bei der Entwicklung von dieselgetriebenen Kolbentriebwerken für Leichtflugzeuge, bei denen sonst üblicherweise mit AvGas- oder MoGas betriebene Ottomotoren zum Einsatz kommen.

## Geschichte

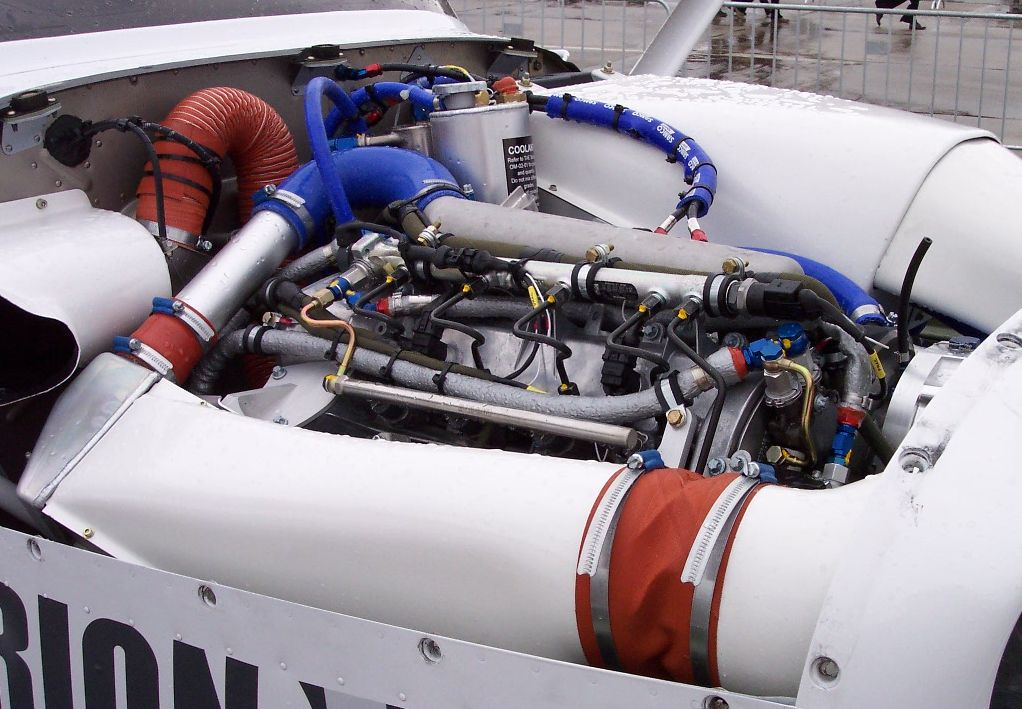
Thielert Centurion 1.7 in einer Cessna 172

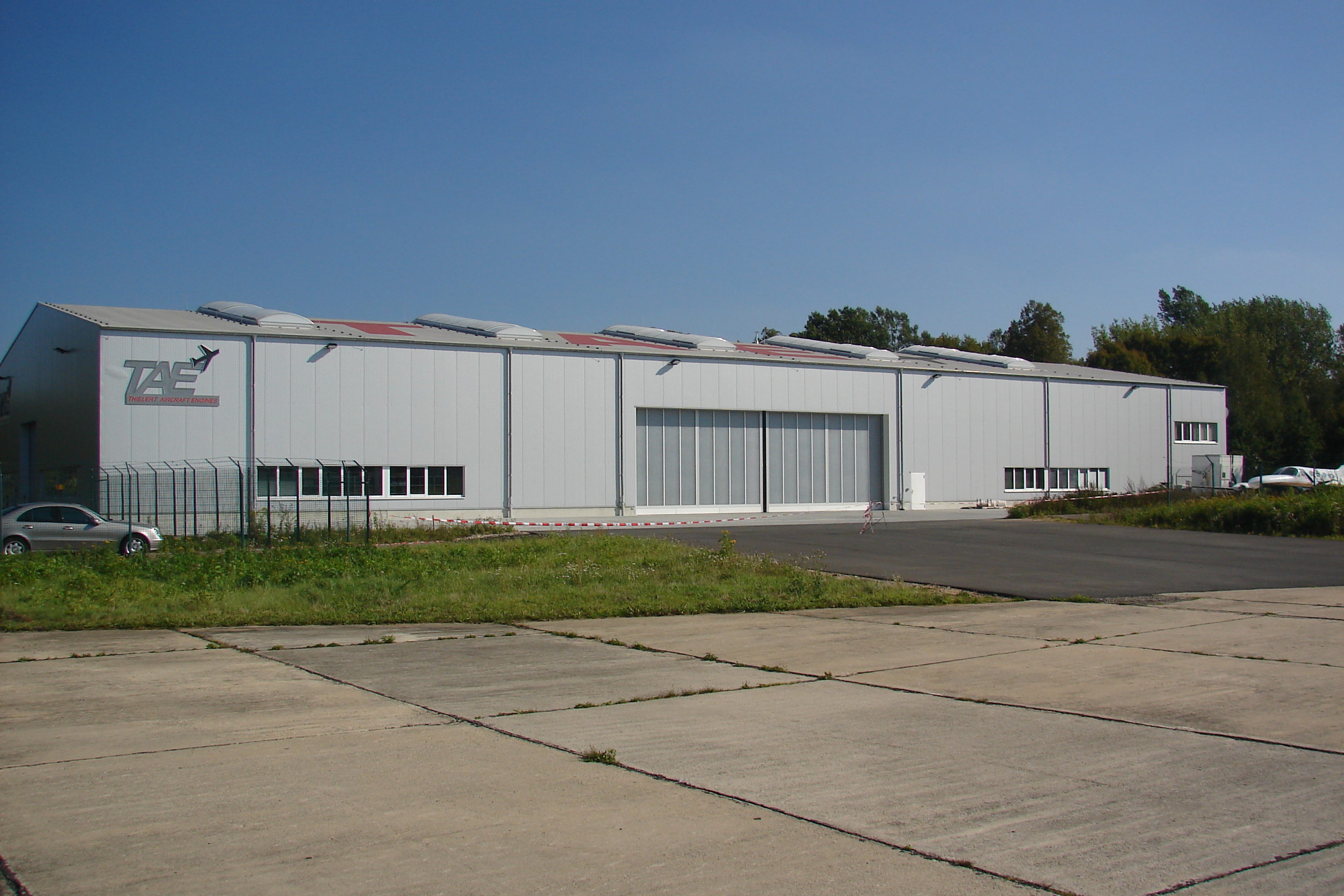
Technify Werk am Leipzig-Altenburg Airport

1989 gründete Frank Thielert  den Thielert-Konzern. Bis 1998 entwickelte das Unternehmen Hochleistungsmotoren und Präzisionsmotorenkomponenten für den Prototypen- und Vorserienbau sowie den Motorsport.
1999 wurde das Unternehmen Thielert Aircraft Engines GmbH gegründet und in den Thielert-Konzern eingegliedert. Die GmbH hat sich der Entwicklung von Diesel-Flugzeug-Motoren verschrieben. Den Vorteil sehen die Verantwortlichen des Unternehmens in dem Umstand, dass als Treibstoff sowohl der konventionelle Auto-Diesel als auch Luftfahrt-Kerosin in Frage kommen.
Das Unternehmen verwendet Aggregate aus der Automobil-Technik und nutzt die dort gemachten Erfahrungen. Beispielsweise wurden Motoren aus der Mercedes A-Klasse modifiziert und für die Luftfahrt tauglich gemacht. Man entwickelte eine elektronische FADEC-Motorsteuerung und einen „Constant Speed Governor“.

### Insolvenz und Neubeginn
Seitens eines ehemaligen Aktionärs und der Schutzgemeinschaft der Kapitalanleger (SdK) wurden gegen die Thielert AG, die als Holding für die operativen Tochtergesellschaften fungierte, wiederholt Vorwürfe der Bilanzmanipulation erhoben. Das Unternehmen wies diese Vorwürfe zurück und konnte für das Geschäftsjahr 2006 einen Finanzbericht mit uneingeschränktem Testat vorlegen. Gegen die Abschlüsse der  Jahre 2003 bis 2005 wurden Nichtigkeitsfeststellungsklagen eingereicht. Das Landgericht Hamburg hat diese Abschlüsse daraufhin mit Urteil vom 6. März 2008 für nichtig erklärt.
Cessna plante, seine Flugzeuge vom Typ Skyhawk 172S ab Mitte 2008 mit dem Turbodieselmotor Thielert Centurion 2.0 auszuliefern.  Nach der Insolvenz hatte Cessna entschieden, dieses Vorhaben vorerst zu stoppen. Aufgrund des geringen Gewichts kommt der Thielert-Centurion-Motor im Drohnen-Bau zum Einsatz, zum Beispiel in der General Atomics MQ-1B Predator.
Die Tochtergesellschaft Thielert Aircraft Engines GmbH beantragte am 24. April 2008 die Eröffnung des Insolvenzverfahrens wegen drohender Zahlungsunfähigkeit. Am 30. April 2008 folgte auch der Insolvenzantrag der Muttergesellschaft. Zeitweise war die Aktie im SDAX gelistet, fiel aber im Zuge der Insolvenz aus dem Index. Vom Börsengang bis zur Insolvenz verlor die Aktie über 95 % ihres Wertes.
Eine Angebotsfrist für die Thielert Aircraft Engines GmbH wurde bis zum 22. August 2008 gesetzt. Der Insolvenzverwalter Bruno Kübler teilte mit, dass sich potentielle Kaufinteressenten für das insolvente Unternehmen gefunden hätten, welche die Bücher der Thielert Aircraft Engines GmbH prüften. Im Januar 2009 meldete der Insolvenzverwalter wieder schwarze Zahlen und eine volle Auslastung der Produktion.
Im Juni 2013 wurde bekannt, dass der chinesische Staatskonzern AVIC, der zuvor auch den US-amerikanischen Flugmotorenhersteller Continental und den Flugzeughersteller Cirrus übernommen hatte, auch Thielert Aircraft Engines mit Standorten in Lichtenstein, Altenburg und Hamburg übernimmt. Thielert wird als Technify Motors GmbH in die Konzernstruktur von Continental eingegliedert.
2016 wurde der Firmengründer Frank Thielert vom Landgericht Hamburg wegen gewerbs- und bandenmäßigen Betrugs sowie Urkundenfälschung zu vier Jahren Haft verurteilt. Der Bundesgerichtshof hat das Urteil mit Beschluss 5 StR 484/16 vom 28.08.2017 im Wesentlichen aufgehoben und an das Landgericht zurückverwiesen.

## Produktpalette
Zurzeit wird das Triebwerk Thielert Centurion 2.0 angeboten. Der Thielert Centurion 4.0 befindet sich in wenigen Flugzeugen noch in Betrieb, wird aber nicht mehr hergestellt. Der Thielert Centurion 3.0, ein V6-Motor mit 3,0 Liter Hubraum, befindet sich in der Zulassungsphase.